# 芹沢銈介
芹沢 銈介（せりざわ けいすけ、芹澤銈介、1895年（明治28年）5月13日 - 1984年（昭和59年）4月5日）は、日本の染色工芸家。静岡県静岡市（現・葵区）生まれで、静岡市名誉市民。文化功労者。重要無形文化財「型絵染」の保持者（人間国宝）。

## 人物
民藝運動の共鳴者でもあり、提唱した柳宗悦とともに日本各地を訪ねて民芸品や民具を調査した。20世紀日本の代表的な工芸家として内外から高く評価されており、静岡市立芹沢銈介美術館が開設されている。
実家の呉服商が焼失したため画家の夢を諦めて図案を学び、30歳代半ばから染色を手掛けるようになった。オリジナリティあふれる作品群を生み出したほか、本の装丁など商業デザインも手がけた。ビジネス面での優れた企画力を持ち、第二次世界大戦後の布不足下では和紙の型染カレンダーを製作してヒット商品とした。また、その選美眼で世界各地の民芸品や工芸品、美術品を蒐集した。東北地方、ことに仙台の街や鳴子温泉を愛したことでも知られる。多摩造形芸術専門学校、女子美術大学、静岡女子短期大学家政科などで教鞭も執った。息子の芹沢長介は考古学者として活躍し、晩年は東北福祉大学芹沢銈介美術工芸館の館長を務めた。

## 経歴
- 1895年 静岡市本通（ほんとおり）一丁目（現：葵区）の呉服卸商西野屋（現：日本銀行静岡支店附近）、大石角次郎[3]の7人兄弟の次男として誕生。
- 静岡師範学校附属小学校（現：静岡大学教育学部附属静岡小学校）卒業。
- 旧制静岡中学校（現：静岡県立静岡高等学校）卒業。
- 1916年 東京高等工業学校（現：東京工業大学）工業図案科を卒業。同期の各務鑛三と生涯交遊を持った[4]
- 1917年 静岡市安西一丁目（現：葵区）芹沢たよと婚姻（以後15年あまり同所に居住）、大石姓から芹沢姓となる。
- 静岡県立工業試験場にて図案指導を担当するかたわら、商業デザインにも従事。
- 1927年 柳宗悦の論文「工藝の道」に感銘、その民藝運動に参加。柳の著作は大半の装丁を担当。
- 1928年 大礼記念国産振興東京博覧会で沖縄の紅型（びんがた）に出会う。
- 1931年 同年創刊の日本民藝館の同人誌『工藝』の装丁（和装本・型染布表紙、全120号）を担当。
- 1935年 東京蒲田に工房を構える。
- 1939年 沖縄に行き、紅型の技法を学ぶ。
- 多摩造形芸術専門学校（現：多摩美術大学）教授。
- 1949年 女子美術大学教授。
- 1955年 有限会社芹沢染紙研究所開設
- 1956年 4月に重要無形文化財「型絵染」の保持者（人間国宝）に認定。
- 1957年 神奈川県鎌倉市津村の農家の離れを仕事場（小庵）とする。
- 1976年 フランス政府から招聘され、パリで「芹沢銈介展」開催（国立グラン・パレ美術館）。
- 1976年 文化勲章受章、文化功労者となる[5]。
- 1980年-1983年 『芹沢銈介全集』（全31巻、中央公論社）が刊行。
- 1981年 静岡市登呂五丁目（現：駿河区）に静岡市立芹沢銈介美術館開館[6]。
- 1984年4月5日 死去。88歳。

## 賞典
- 1966年 紫綬褒章
- 1970年 勲四等瑞宝章
- 1967年 静岡市名誉市民
- 1983年 フランス政府より芸術文化功労賞
- 1984年 死去に伴い正四位勲二等瑞宝章追贈

## 作品
芹沢は確かなデッサン力と紅型（びんがた）、江戸小紋や伊勢和紙などの各地の伝統工芸の技法をもとに、模様、植物、動物、人物、風景をモチーフとした、オリジナリティあふれる、和風でシックな作品を次々と生み出していった。
「型絵染（かたえぞめ）」は芹沢が創始した技法で、人間国宝に認定された折にこの呼び名が案出された。一般的な「型染」が絵師・彫師・染師といった職人の分業によって制作される一方、「型絵染」は作品の全工程を芹沢ひとりで手がけていた。こうした手法が、人間国宝認定の理由にもなったとされている。
芹沢の仕事は、着物、帯、さか夜具、暖簾（のれん）、屏風（びょうぶ）、壁掛け、本の装丁、カレンダー、ガラス絵、書、建築内外の装飾設計（大原美術館工芸館）など、素材・用途ともに多岐にわたっている。
- 『紺地杓子菜文麻地壁掛』（蝋染め、国画会に初出品）
- 『いそほ物語絵巻』（新興民芸展に出品）
- 『絵本どんきほうて』
- 『法然上人絵伝』
- 『東北窯めぐり』『益子日帰り』
- 『四季曼荼羅二曲屏風』（ケネディ記念館のため）
- 『荘厳飾り布』（知恩院大殿内陣）

## 書籍
- 『自選 芹沢銈介作品集』上・下 築地書館 1967-68年
- 『型絵染 芹沢銈介珠玉作品原色図録』三一書房 1968年
- 『芹沢銈介手控帖』求龍堂 1969年。杉本健吉編
- 『装幀図案集』全3巻 吾八 1971-73年。限定本
- 『世界の民芸』浜田庄司・外村吉之介共著、朝日新聞社 1972年。菅野喜勝 写真
- 『芹沢銈介 人と仕事』ギャラリー吾八 1973年。展覧会図録
- 『芹沢銈介の五十年 作品と身辺の品々』天満屋 1974年。展覧会図録
- 『板絵の控』求龍堂 1976年
- 『新版 絵本どんきほうて 型染』吾八 1976年。限定本
- 『芹沢銈介の世界』文藝春秋デラックス、1978年（昭和53年）3月特別号
- 『歩 芹沢銈介の創作と蒐集』紫紅社 1982年
- 『沖縄風物』ギャラリー吾八 1985年。展覧会図録
- 『芹沢銈介型紙集』日本民藝協会編、芸艸堂「民藝叢書」 1986年
- 『芹沢銈介の文字絵・讃』芹沢長介・杉浦康平編著、里文出版 1997年
- 『芹沢銈介作品集』求龍堂 2006年 - 以下は作品群と蒐集品を紹介
- 『染色の挑戦 芹沢銈介』平凡社〈別冊太陽 日本のこころ〉 2011年。静岡市立芹沢銈介美術館・東北福祉大学芹沢銈介美術工芸館監修
- 『芹沢銈介文様図譜』平凡社〈コロナ・ブックス〉 2014年。同上
- 『芹沢銈介・装幀の仕事』小林真理編・解説、里文出版 2016年
- 『芹沢銈介の静岡時代』静岡新聞社 2016年。静岡市立芹沢銈介美術館監修
- 『芹沢銈介の日本』平凡社〈別冊太陽 日本のこころ〉 2021年。芹沢銈介美術館監修

作品集成
- 『芹沢銈介作品集』全5巻・別巻 求龍堂 1978-80年。水尾比呂志編
- 『芹沢銈介全集』全31巻 中央公論社 1980-83年

## 商業デザイン
多くの芹沢作品は、商業デザインとして、着物・帯、屏風、のれん、卓布、風呂敷、装丁本、物語絵、ガラス絵、カレンダー、蔵書票など、様々な生活用品にも取り入れられている。
- 型染カレンダー（1945年～：手漉き和紙）
- 北海道民芸家具
- 民藝体

## 収集品
その一方、アジアを始め世界各国の民具や民俗工芸品の蒐集でも知られ、その一端は各地の美術館で見ることができる。以下は世界各国の工芸品コレクションの一端である。
- 日本の着物
  - 木綿地筒描き熨斗文夜着、緋縮緬地熨斗に南天文絞繍夜着、刺子火事半纏、津軽こぎん長着など
- アジアの家具や民画、漆器や仏画、民族衣装、絞染の衣装
- インドの木綿地絞り染め被衣
- アフリカの仮面や木工品
- 中南米の土偶や土器

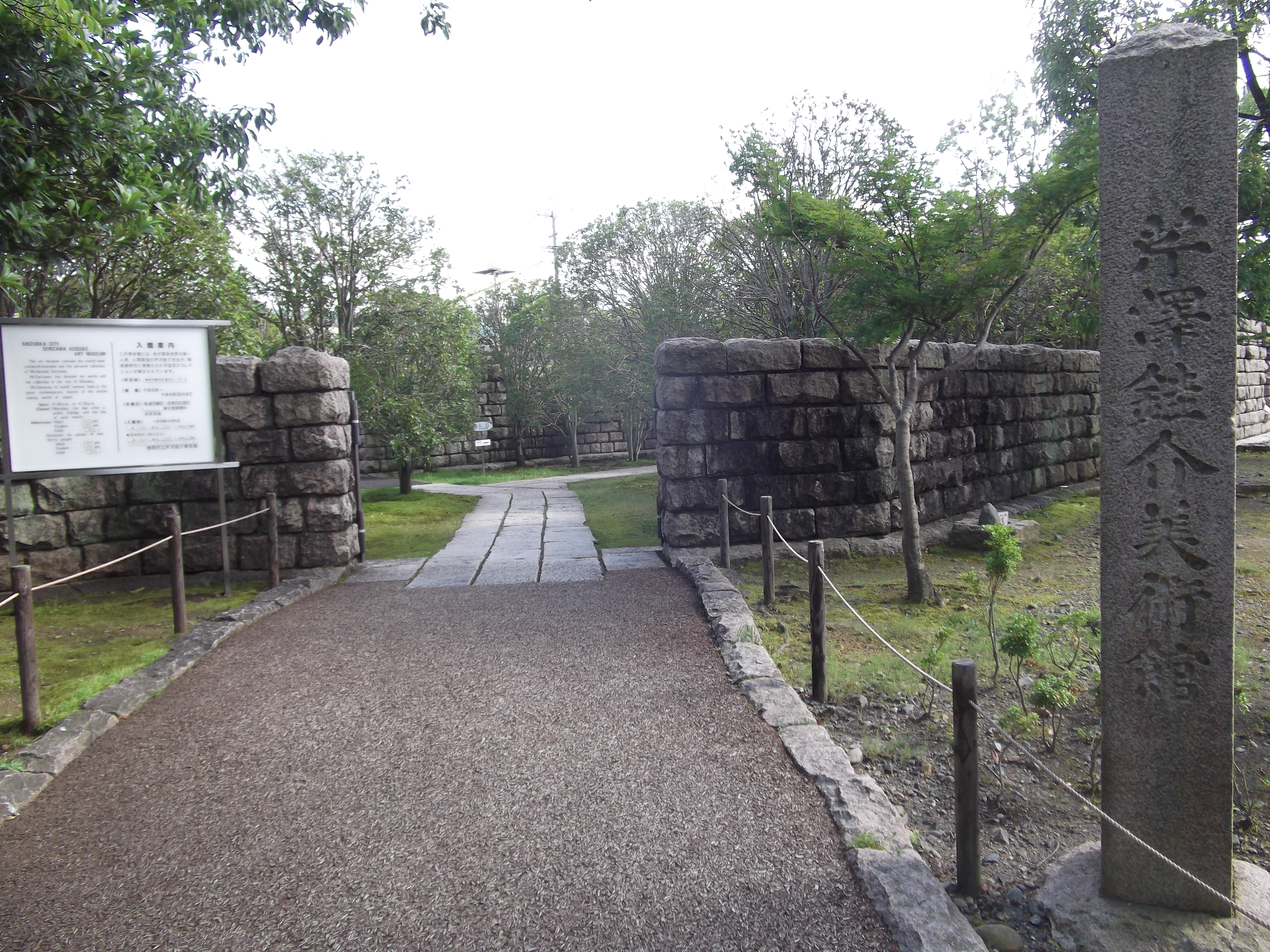
静岡市立芹沢銈介美術館
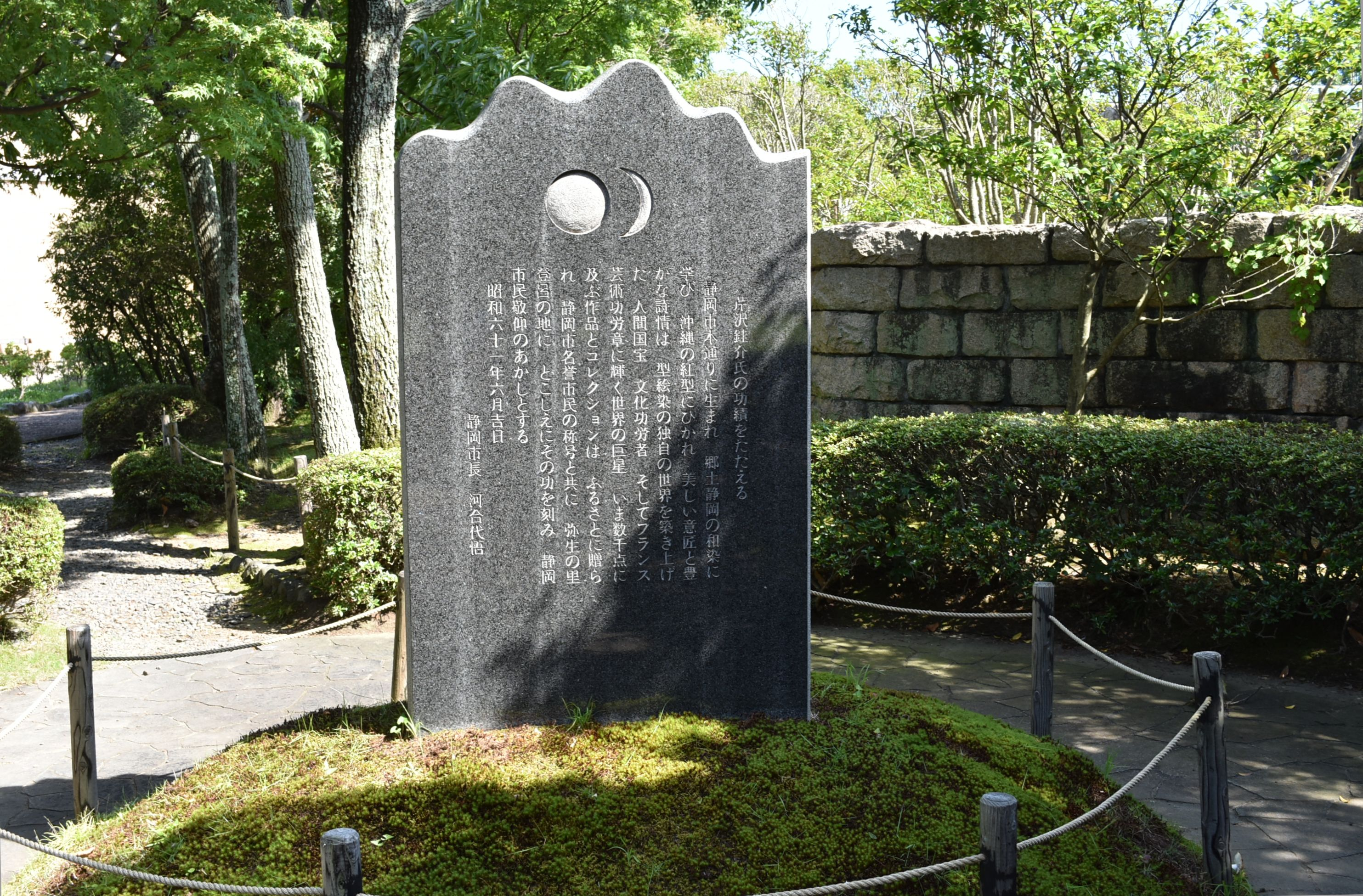
「芹沢銈介氏の功績をたたえる」石碑（2018年7月10日撮影）